# Вышеславский, Леонид Николаевич
Леонид Николаевич Вышесла́вский (18 марта 1914, Николаев — 26 декабря 2002, Киев) — советский и украинский поэт и литературовед, переводчик, педагог, кандидат филологических наук. Председатель земного шара.

## Биография
Родился 5 (18 марта) 1914 года в Николаеве (ныне Украина) в семье Николая Дмитриевича Вышеславского (1888—1979), инженера, и Клеопатры Харлампиевны Платоновой (1892—1939), имевшей греческую кровь — её матерью была Эвридика Митрофановна Цицилиано. Детство провёл в семье дедушки со стороны матери, православного священника Харлампия Платонова.
После развода родителей в 1922 году отчимом Леонида стал двоюродный брат матери Леонид Гаврилович Платонов (1887—1957), биолог, который перевез семью в Харьков. В одиннадцать лет Леонид Вышеславский написал своё первое стихотворение — «Природа» — под впечатлением пребывания летом на Карадагской биостанции, (Крым), где работал отчим. Учился рисованию у Максимилиана Волошина. 
В 1930 году Л. Вышеславский окончил школу.
Работал на ХЭМЗ (Харьковский Электро-механический завод), одновременно занимался биологией и все больше увлекался поэзией. Был постоянным посетителем харьковского дома литераторов «Дом имени Элана Блакитного». В те годы «Дом имени Элана Блакитного» (бывшая ул. Каплуновская, современная ул. Краснознаменная, здание радиоастрономического института) был средоточием литературной жизни, местом дискуссий между различными литературными объединениями («Плуг», «Молодняк», «Союз писателей западной Украины», «Гарт», на основе которого позже была создана ВАПЛИТЕ («Вільна Академія Пролетарської Літератури»). Период, названный впоследствии «Расстрелянное возрождение». Там часто проходили выступления литераторов, в том числе приезжих поэтов: В. В. Маяковского, Семёна Кирсанова, И. Л. Сельвинского. Особое влияние среди слушателей имел В. Маяковский. Его смерть Леонид Вышеславский пережил как личное горе (много лет спустя защитил диссертацию на тему о его творчестве).
В 1931 году Леонид Вышеславский поступил в литературную студию при «Доме имени Эллана Блакытного», которая называлась «Студия ударников, призванных в литературу». Среди соучеников были известные впоследствии писатели: Борис Котляров, Григорий Литвак, А. А. Хазин, Зиновий Кац, Виктор Кондратенко. Непосредственными учителями Л. Вышеславского были Юрий Гаврилович Платонов, Майк Йогансен, М. Бажан, Л. С. Первомайский, В. Н. Сосюра, П. Г. Тычина, Н. Н. Асеев. В тот же период в Харькове, Киеве и Москве Л. Вышеславский познакомился с Н. К. Зеровым, Павлом Васильевым, Н. Н. Ушаковым, Я. В. Смеляковым. 
Со многими из них Л. Вышеславского связывала впоследствии творческая дружба.
Первые стихи напечатал в 1931 году в харьковском журнале «Красное слово» и в московском журнале «Молодая гвардия». В 1936 году вышла первая книга поэта «Весна вдвоем».
В 1932 году впервые выступил перед аудиторией на поэтическом вечере ударников, призванных в литературу.
В 1934—1935 годах Л. Вышеславский учился на биологическом факультете Харьковского университета. Затем на филологическом факультете. После перевода столицы Украинской республики из Харькова в Киев часть университета, а именно филологический факультет, вместе со студентами перевели в Киев. В Киеве поэт влюбился в однокурсницу Агнессу Балтагу (1905—1991) и в 1936 году женился на ней. Они прожили в любви и согласии всю жизнь. В 1939 году у них родилась дочь Ирина.
В 1938 году окончил филологический факультет КГУ имени Т. Г. Шевченко.
В 1938—1939 годах работал заведующим отделом литературы в местной газете.
В 1939—1941 годах преподавал историю и теорию литературы в Педагогическом институте.
В 1941 ушёл на фронт в составе группы писателей под руководством Н. П. Бажана, познакомился и сотрудничал с поэтом М. А. Светловым.  Работал в армейских газетах. Дважды был тяжело ранен, но вернулся в ряды военных корреспондентов весной 1943 года. В составе 1-й гвардейской армии Л. Н. Вышеславский прошёл дорогами Украины, Польши, Чехословакии.
После демобилизации в 1947 году Л. Н. Вышеславский преподавал теорию литературы в педагогическом институте и КГУ имени Т. Г. Шевченко.
В 1948 году Л. Вышеславский стал главным редактором журнала «Советская Украина». По его инициативе журнал в 1963 году был переименован и стал называться «Радуга». На его страницах впервые, после долгого периода замалчивания в 40-50-х годах, были напечатаны стихотворения М. А. Волошина, Г. Н. Петникова, И. Г. Эренбурга.
В 50-х годах Л. Вышеславский много путешествовал с поэтическими выступлениями: в Москву, Азербайджан и Грузию, по городам Украины. Посетил вместе с женой Агнессой Финляндию и Польшу. В 1956 году посетил в составе группы киевских писателей Европу, города Франции, Голландии, Италии, Греции, Болгарии, Турции (вместе с женой и дочерью). Много фотографировал. С дочерью, художницей Ириной, находился на Алтае, где она рисовала, а поэт выступал в Барнауле, Бийске, Горно-Алтайске и других городах.
В 60-х годах Л. Вышеславский активно выступал, печатал книги, познакомился с Д. Д. Бурлюком , Корнеем Чуковским , Вс. А. Рождественским, Л. И. Ошаниным.  Полёт в космос Ю. А. Гагарина воспринял особенно радостно. Для него это была победа смелых мечтаний собственной юности и всего человечества. Он откликнулся на это знаменательное событие рядом поэтических сборников, к одному из которых написал предисловие Ю. А. Гагарин. В этот период наиболее известен его сборник «Звёздные сонеты», в котором поэт возродил древнюю форму сонета, наполнив её современным содержанием.
В последующие десятилетия Л. Вышеславский вел активную творческую жизнь и общение с выдающимися современниками. Занимался, кроме поэтического творчества, переводами, рецензиями, выступлениями. Много путешествовал по Украине, России, Армении, Грузии, Сибири. Продолжал занятия фотографией, шахматами, французским языком.
До последних дней жизни Л. Вышеславский был в водовороте общественных и литературных событий, выступал на поэтических вечерах, печатал новые произведения, вел литературную студию «Зеркальная гостиная».
18 декабря 2002 года отпраздновал с коллегами 75-летие журнала «Радуга». 20 декабря в 21 час вышел из зала после торжественного заседания Николаевского землячества, но не дошёл домой. Он был найден на окраине Киева с травмами, без сознания. 26 декабря 2002 года ночью, в реанимации, сердце поэта остановилось. Он не пришёл в сознание, и обстоятельства трагедии остались тайной.
Похоронен Л. Н. Вышеславский в Киеве на Байковом кладбище.

## Творчество
За все время творческой деятельности издал более 60 книг стихотворений, прозы и переводов.
Произведения Вышеславского переводились на украинский, польский, немецкий, французский, чешский, китайский и другие языки. Его выступления неоднократно транслировались по радио и телевидению.
Кроме многих сборников оригинальной поэзии Леониду Вышеславскому принадлежат многочисленные переводы стихов украинских поэтов Т. Г. Шевченко, И. Я. Франко, Л. Украинки, Павла Тычины, М. Ф. Рыльского, М. В. Доленго.
Л. Вышеславский был также хорошо знаком с французской литературой, владел французским языком. Он перевёл стихи таких французских поэтов, как А. Рембо, Ш. Бодлер, П. Верлен, Ж. Превер, Жак Одиберти.
Большое место в творчестве поэта занимал родной город Николаев. В 2000 году вышла книга его стихов «Николаевская колыбель».
Л. Вышеславский очень гордился тем, что Г. Н. Петников, получивший от Велимира Хлебникова звание одного из «председателей Земного шара», посвятил в 1963 году Вышеславского в члены этого революционно-утопического общества.
В честь Вышеславского названа малая планета — астероид 2953 «Вышеславия», открытый Н.С. Черных в 1986 году.).
По мнению Ивана Драча,

Леонид Вышеславский прошёл вместе с XX веком весь путь от первого аэроплана до межпланетных кораблей и Интернета. Он был свидетелем этого удивительного прорыва человечества и осмысливал его в своём творчестве. Но он не забывал и то, что уходит. Провожал с грустью старое… Любить старое и восхищаться новым — в этом проявлялась великая гармония натуры Л. Вышеславского…

## Семья
- Жена — Агнесса Константиновна Балтага (1905—1991[3]), филолог и поэтесса[4][5].
  - Дочь — Ирина, художница, была замужем за литературоведом Анатолием Макаровым, у них сын — Глеб.
    - Внук — Глеб, художник-авангардист.

## Награды и отличия
- два ордена Отечественной войны I степени (7.6.1945; 6.4.1985)
- орден Отечественной войны II степени (5.5.1944)
- орден Красной Звезды (25.10.1943; был представлен к ордену Отечественной войны II степени)
- орден Дружбы народов;
- орден «Знак Почёта»
- медали
- премия имени Павла Тычины (1974) — за двухтомник стихов «Основа» и сборник «Стихотворения»
- Государственная премия УССР имени Т. Г. Шевченко (1984) — за сборник стихов «Близкая звезда»
- Международная премия «Дружба»